# Mmanoko
Mmanoko est une ville du Botswana.